# Револуционарни талас
Револуционарни талас (понекад револуционарна деценија) је низ револуција које се дешавају на различитим локацијама у одређеном временском периоду. У многим случајевима, прошле револуције и револуционарни таласи инспирисали су садашње, или је почетна револуција инспирисала друге истовремене „придружене револуције“ са сличним циљевима. Узроци револуционарних таласа постали су предмет проучавања историчара и политичких филозофа, укључујући Роберта Розвела Палмера, Крејна Бринтона, Хану Арент, Ерика Хофера и Жака Годшоа.
Писци и активисти, укључујући Џастина Рејмондоа и Мајкла Линда, користили су фразу „револуционарни талас“ да опишу дискретне револуције које се дешавају у кратком временском периоду.

## Типологија
Марк Н. Кац идентификовао је шест облика револуције;
- рурална револуција
- урбана револуција
- Државни удар, нпр. у Египату 1952.
- револуција одозго, нпр. Маов велики скок напред из 1958.
- револуција споља, нпр. савезничке инвазије на Италију, 1944. и Немачку, 1945.
- револуција осмозом, нпр. постепена исламизација неколико земаља.

Ове категорије се међусобно не искључују; руска револуција 1917. почела је урбаном револуцијом за свргавање цара, након чега је уследила рурална револуција, праћена бољшевичким пучем у новембру. Кац је такође унакрсно класификовао револуције на следећи начин;
- Централна; земље, обично велике силе, које играју водећу улогу у револуционарном таласу; нпр. СССР, нацистичка Немачка, Иран од 1979.
- Револуције које теже, које прате Централну револуцију
- потчињене или марионетске револуције
- ривалске револуције, нпр. Југославија и Кина после 1969.

Централне и подређене револуције могу се међусобно војно подржавати, као што су то чинили СССР, Куба, Ангола, Етиопија, Никарагва и други марксистички режими 1970-их и 1980-их.
Даља димензија Кацове типологије је да су револуције или против (антимонархистичка, антидиктаторска, антикапиталистичка, антикомунистичка, антидемократска) или за (профашизам, пролиберализам, прокомунизам, пронационализам итд.). У последњим случајевима, прелазни период је често неопходан да би се одлучило у ком правцу ће се кренути.

## Периодизација
Не постоји консензус о комплетној листи револуционарних таласа. Конкретно, научници се не слажу око тога колико би идеологије различитих догађаја требало да буду сличне да би се груписале као део једног таласа и током којег периода се може сматрати да се талас дешава – на пример, Марк Н. Кац је расправљао о „марксистичко-лењинистичком таласу“ који је трајао од 1917. до 1991. и „фашистичком таласу од 1922 до 1945. „антикомунистичког таласа“ само у периоду од 1989. до 1991. године.

## Пре 19. века
- Републикански таласи у Риму (509. п. н. е.),[7] Атини (508. п. н. е.),[8] и Картагини ( 480. п. н. е.).[9]
- Друга реформација (1566–1609), укључујући побуну у Холандији и Други и Трећи верски рат у Француској.
- Џихадистички ратови у западној Африци у 16. веку.
- Тридесетогодишњи рат (1618–1648), укључујући калвинистичке устанке и Хугенотске ратове у Француској.[10]
- Атлантске револуције које су се догодиле крајем 18. века, укључујући Америчку револуцију (1776), Француску револуцију (1789), Хаићанску револуцију (1791), Батавску револуцију (1795) и Ирски устанак 1798.[10][11]

## 19. век
- Латиноамерички ратови за независност, укључујући различите шпанско-америчке ратове за независност 1810–1826, често су сматрани инспирисаним, барем делимично, америчком и француском револуцијом у смислу њихове либералне просветитељске идеологије и циљева, рачунају се као други део Атлантског таласа.
- Револуције из 1820, такође побуна децембриста 1825 у Русији и Грчки рат за независност.[11]
- Револуције из 1830. године, као што су Јулска револуција у Француској и Белгијска револуција[10] или Новембарски устанак против руске власти у Пољској.
- Револуције 1848. широм Европе, након Фебруарске револуције у Француској.[10][11]
- Велика источна криза, укључујући Невесињска пушка, Априлски устанак, устанак у Разловцима и Критску буну.[10]

## 20. век
- Револуције 1905–1911. након Руско-јапанског рата, укључују Руску револуцију 1905, Аргентинску револуцију 1905, Персијску уставну револуцију, Младотурску револуцију, Гоуди пуч, Монашку револуцију, Револуцију 5. октобра 1910. у Португалији, Мексичку револуцију, и Синхајску револуцију у Кини укључујући национализам, конституционализам, модернизацију, и/или републиканизам усмерени на аутократију и традиционализам.
- Револуције 1917–1923 крајем Првог светског рата, укључују Руску револуцију појаву међународног савеза комунистичких партија у Коминтерни предвођени Совјетским Савезом (почетак марксистичког револуционарног таласа), колапс Немачког царства, Аустроугарске и Османског царства резултирајући оснивањем Југославије, Чехословачке и независне Пољске и Аустрије; први протест Индијског покрета за независност које је организовао Махатма Ганди, Кемалистичка револуција у Турској; Египатска револуција 1919, Арапска побуна, Ускршњи устанак и Ирска Слободна Држава; као и друге националистичке, популистичке и социјалистичке побуне и протесте широм света.[10][11]
- Талас фашистичке револуције, који је почео у Италији 1922, укључујући Португалску револуцију 1926, Јапан од 1931, Немачка од 1933, Грчка од 1936, и Шпански грађански рат.[10]
- Револуције из Другог светског рата (1943–1949), укључујући Грчки грађански рат, Француски покрет отпора и Народноослободилачка борба народа Југославије.[10][11]
- Индокинески ратови су комунистичке револуције у Источној Азији и Југоисточној Азији укључују Индонежански рат за независност из 1945.
- Деколонизација Африке били су таласи револуције у Африци, који су се појавили 1970-их, укључују комунистичке револуције и просовјетски државне ударе у Сомалији, Републици Конго, Бенин и Етиопији, и борбу комунистичких партија које су биле савезничке под Конференцијом националистичких организација португалских колонија против Португалског царства у Португалском колонијалном рату.
- Арапски националистички покрет: револуције у Египту 1952; Ираку 1958, 1963 и 1968; Алжиру 1962; Северном Јемену 1962; Сирији 1963; Судану and Либији, 1969. Централни режим у овом случају био је Египат, инспирисан посебно од стране Гамала Абдела Насера.
- Након "тајног говора" Никите Хрушчова који је осудио Стаљина у фебруару 1956, источни блок је захватио талас политичких преокрета. У Пољској је раднички устанак у Познању довео до великих политичких промена касније те године, пошто је дугогодишња стаљинистичка стара гарда Пољске уједињене радничке партије била принуђена са власти у корист новог, независнијег комунистичког руководства. Прореформски покрети у Мађарској, делимично инспирисани пољским превратима, убрзо су избили у Мађарску револуцију 1956, велики народни устанак против режима у Будимпешти који је подржавао Совјетски Савез и који је брутално угушен. У Румунији је такође постојао нови прореформски покрет који је угушен.
- Црни покрет моћи и покрет за грађанска права су успешне протесте против владине и приватне дискриминације. Непрекидни немири у афроамеричким заједницама довели су до нереда у више градова током "Дугог, врелог лета 1967." and и разних нереда 1968. након убиства Мартина Лутера Кинга. На Тринидаду је Револуција црне моћи била успешна.
- Протести 1968. видели су омладинске покрете широм света који подржавају противљење умешаности САД у рат у Вијетнаму и друге левичарске циљеве, светску контракултуру шездесетих година и Нова левица инспирисали су протесте и револуцију у комунистичком свету и капиталистичком свету, укључујући Прашко пролеће, Маова културна револуција у Кини, и Протести у Француској у мају 1968; ово последње довело је до Вернеров извештај о европској монетарној унији.
- Централноамеричка криза довела је до тога да је социјалистички покрет преузео власт у Никарагванској револуцији и левичарским народним устанцима у Салвадору и Гватемали.
- Деценија религијских фундаменталистичких револуција, углавном од 1977. до 1987, укључујући шиитску Иранску револуцију из 1979, ревизионистички ционизам и неоционизам, поновно увођење муслиманског братства у Египту и остали исламистички покрети као што су Ал-Џама'а ал-Исламија током Корективне револуције, Пакистански војни удар 1977. што је означио крај владавине Пакистанске народне странке и почетак Исламизације у Пакистану, имплементацију Закона из септембра 1983. у Судану, и прва Ликудска власт у Израелу 1977; Хришћански десничарски и хришћански ционистички покрети, углавном у САД-у, и Хиндутва Џаната партије, касније Индијска народна партија, у Индији, основана 1977. Осамдесетих година, Ал Каида, основана 1988; Хамас, основан 1987; Исламско јединство авганистанских муџахедина, основано 1981 или 1985; Лашкар-е-Таиба основана у Пакистану у 1987. Модерна верзија Талибана почела је 1994.
- Револуције 1989. и распад Совјетског Савеза[6] до краја 1991, чиме је окончан марксистички револуционарни талас, што је довело до тога да су Русија и 14 земаља прогласиле своју независност од Совјетског Савеза: Азербејџан, Белорусија, Грузија, Естонија, Јерменија, Казахстан, Киргистан, Летонија, Литванија, Молдавија, Таџикистан, Туркменистан, Узбекистан и Украјина. Комунизам су убрзо напустиле друге земље, укључујући Авганистан, Албанију, Анголу, Бенин, Бугарску, Етиопију, Источну Немачку, Југославију, Јужни Јемен, Камбоџу,  Мађарску, Монголију, Мозамбик, Пољску, Републику Конго, Румунију, Сомалију и Чехословачку.[10][11][12] Апартхејд у Јужноафричкој Републици, Југославија и Чехословачка такође су пропали почетком 1990-их.
- Розе талас у Латинској Америци трајао је од 1999. до касних 2000-их.

## 21. век
- Обојене револуције били су различити сродни покрети који су се развили у неколико друштава у бившем Совјетском Савезу и на Балкану током раних 2000-их.
- Између 2009. и 2014. било је револуција или масовних протеста у арапском свету, Исланду, Мадагаскару, Ирској, Ирану, Тајланду, Киргистану, Грчкој, Шпанији, Чилеу, Малдивима, Калифорнији, Кини, Израелу, Азербејџану, Јерменији, Ројави, Мексику, Уједињеном Краљевству, Турској, Француској, Украјини, Венецуели, Буркини Фасо и Хонг Конгу. У овом периоду се такође формира покрет Окупација на Западу и аутодефенса у Мексику.
- Арапска зима је насилна масовна реакција након Арапског пролећа коју карактерише поновно оживљавање ауторитарности, диктатуре и исламског екстремизма на Блиском истоку од 2014.
- Крајем 2019. и 2020. године забележен је значајан талас протестних покрета у Хонг Конгу, Каталонији, Либану, Чилеу, Алжиру, Боливији, Хаитију, Ираку, Еквадору, Црној Гори, Србији, Бугарској, Индонезији, Албанији, Судану, Венецуели, Киргистану, Сједињеним Америчким Државама, Нигерији, Аргентини, Ирану, Куби, Белорусија и Покрет жутих прслука у разним европским земљама. Узроци су различити, од корупције, штедње, изборне крађе, неједнакости и демократског назадовања. Централне теме у многим од ових протеста укључују економску и расну једнакост и широко распрострањену огорченост против економске и политичке елите, као и противљење изолацији од ковида-19 и сродним мерама.
- Друго арапско пролеће

## У марксизму
Марксисти виде револуционарне таласе као доказ да је светска револуција могућа. За Розу Луксембург, „Најдрагоценија ствар... у оштрим осекама револуционарних таласа је духовни раст пролетаријата. Напредовање, скоковима и границама, интелектуалног стаса пролетаријата даје неприкосновену гаранцију његовог даљег напретка у неизбежним економским и политичким борбама које су пред нама.” Потреба за светским социјалистичким револуционарним таласом за опстанак социјалистичке државе је била и наставља да буде тема контроверзе између марксиста, пре свега између троцкиста и главних марксиста-лењиниста.

## Потенцијални револуционарни таласи
Марк Кац теоретизира да би будизам (у Шри Ланки, Тајланду, Индокини, Бурми, Тибету) и конфучијанизам (да би заменили марксизам у Кини и промовисали јединство са Кинезима на Тајвану, Хонг Конгу, Сингапуру, Малезији) могли бити револуционарни таласи будућности. У прошлости, ове религије су пасивно пристајале на секуларну власт; али такав је био и ислам, донедавно.
Кац такође сугерише да би национализми као што су пантуранизам (у Турској, централној Азији, Синђијангу, деловима Русије), „домородачки американизам“ (у Еквадору, Перуу, Боливији, Парагвају) и панславизам (у Русији, Украјини, Белорусији) такође могли да формирају револуционарне таласе.